# Campeonato Europeu de Atletismo em Pista Coberta de 2017 - Revezamento 4x400 m feminino
A prova dos 4 x 400 metros feminino do Campeonato Europeu de Atletismo em Pista Coberta de 2017 foi disputada no dia 5 de março de 2017 na Arena Kombank em Belgrado,  na Sérvia. 

## Recordes
Antes desta competição, os recordes mundiais e do campeonato nesta prova eram os seguintes:
|                       | Nacionalidade | Tempo     | Local      | Data                  |
| --------------------- | ------------- | --------- | ---------- | --------------------- |
| Recorde mundial       | Rússia        | 3m 23s 37 | Glasgow    | 28 de janeiro de 2006 |
| Recorde do campeonato | Reino Unido   | 3m 27s 56 | Gotemburgo | 3 de março de 2013    |
| Recorde europeu       | Rússia        | 3m 23s 37 | Glasgow    | 28 de janeiro de 2006 |

## Medalhistas
| Ouro                                                                                | Prata                                                                    | Bronze                                                                      |
| Polónia · Patrycja Wyciszkiewicz · Małgorzata Hołub · Iga Baumgart · Justyna Święty | Reino Unido · Eilidh Doyle · Philippa Lowe · Mary Iheke · Laviai Nielsen | Ucrânia · Olha Bibik · Tetyana Melnyk · Anastasiya Bryzhina · Olha Lyakhova |

## Resultado
A final foi realizada às 19:00 no dia 5 de março de 2017. 
| Posição           | Nacionalidade | Atleta                                                                        | Tempo   | Notas |
| ----------------- | ------------- | ----------------------------------------------------------------------------- | ------- | ----- |
| Medalha de ouro   | Polónia       | Patrycja Wyciszkiewicz Małgorzata Hołub Iga Baumgart Justyna Święty           | 3:29.94 |       |
| Medalha de prata  | Reino Unido   | Eilidh Doyle Philippa Lowe Mary Iheke Laviai Nielsen                          | 3:31.05 |       |
| Medalha de bronze | Ucrânia       | Olha Bibik Tetyana Melnyk Anastasiya Bryzhina Olha Lyakhova                   | 3:32.10 |       |
| 4                 | Itália        | Lucia Pasquale Maria Enrica Spacca Maria Benedicta Chigbolu Ayomide Folorunso | 3:32.87 |       |
| 5                 | França        | Déborah Sananes Agnès Raharolahy Louise-Anne Bertheau Floria Gueï             | 3:33.61 |       |
| 6                 | Alemanha      | Ruth Sophia Spelmeyer Nadine Gonska Carolin Walter Lara Hoffmann              | 3:34.60 |       |

Legenda
| Recorde mundial       | Recorde mundial (World record)               |                       | Recorde africano                      | Recorde africano (African) |                                           | Q | Classificado por posição (Qualified) |
| Recorde do campeonato | Recorde do campeonato (Championship record)  | Recorde da América    | Recorde da América (Americas)         | q                          | Classificado por melhor tempo (Qualified) |   |                                      |
| Melhor marca do ano   | Melhor marca do ano (World leading)          | Recorde asiático      | Recorde asiático (Asian)              | DNS                        | Não largou (Did not start)                |   |                                      |
| Recorde nacional      | Recorde nacional (National record)           | Recorde europeu       | Recorde europeu (European)            | DNF                        | Não terminou (Did not finish)             |   |                                      |
| Recorde pessoal       | Recorde pessoal do atleta (Personal best)    | Recorde da Oceania    | Recorde da Oceania (Oceania)          | DSQ / DQ                   | Desclassificado (Disqualified)            |   |                                      |
| Recorde da temporada  | Recorde da temporada do atleta (Season best) | Recorde sul-americano | Recorde sul-americano (South America) | NM                         | Sem marca (No mark)                       |   |                                      |